# 布鲁埃讷
布鲁埃讷（法語：Brouennes，法語發音：[bʁuɛn]）是法国默兹省的一个市镇，属于凡尔登区。

## 地理
布鲁埃讷（49°31'2"N, 5°15'33"E）面积12.22 平方千米，位于法国大東部大區默兹省，该省份为法国西北部内陆省份，北与比利时接壤，西接马恩省和阿登省，南至上马恩省和孚日省，东临默尔特-摩泽尔省。
与布鲁埃讷接壤的市镇（或旧市镇、城区）包括：比耶夫尔、巴隆、绍旺西堡、绍旺西圣于贝尔、拉穆伊、内普旺、坎西-朗泽库尔、斯特奈。

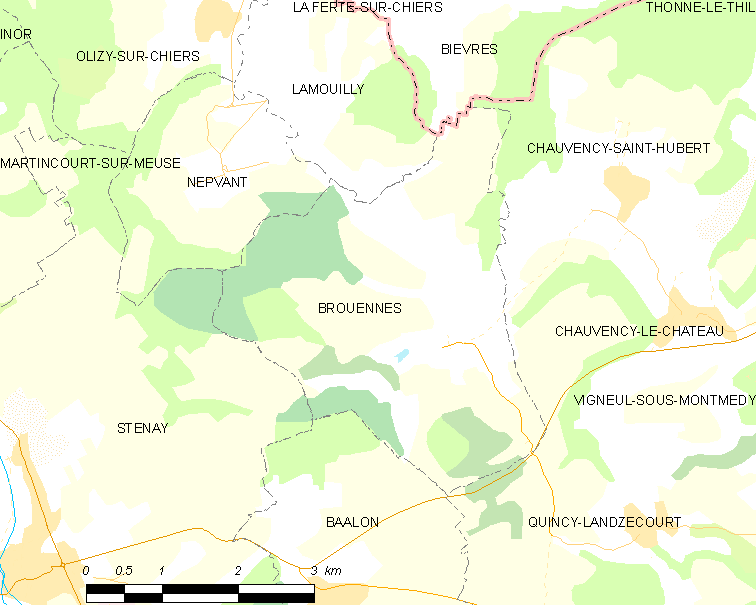
布鲁埃讷的OSM定位图

布鲁埃讷的时区为UTC+01:00、UTC+02:00（夏令时）。

## 行政
布鲁埃讷的邮政编码为55700，INSEE市镇编码为55083。

## 政治
布鲁埃讷所属的省级选区为斯特奈县。

## 人口

1962-2008年间布鲁埃讷人口变化图示

布鲁埃讷于2022年1月1日时的人口数量为161人。